# Domenico De Simone
Domenico De Simone (* 29. November 1768 in Benevento; † 9. November 1837 in Rom; auch Domenico De Simoni) war ein italienischer Kardinal der Römischen Kirche.

## Leben
Er war das fünfte Kind des marchese Filippo De Simone, eines Hofbeamten des Königs von Neapel, und dessen Ehefrau Vincenza Capece Scondito. Sein Großonkel war der Kardinal Gennaro Antonio De Simone. Domenico De Simone war ferner ein Neffe des Kardinals Camillo de Simone. Sein grundlegende Bildung erhielt er am Kolleg San Carlo a Mortella in Neapel. Danach ging er nach Rom, wo er unter der Obhut seines Onkels von 1781 bis 1788 das Collegio Nazareno besuchte und von 1789 bis 1792 an der Akademie für den kirchlichen Adel studierte.
Am 13. Dezember 1792 trat Domenico De Simone als Referendar in den Dienst der Kurie und wurde Päpstlicher Hausprälat. Pius VI. ernannte ihn 1794 zum Gouverneur von Fabriano, diesen Posten hatte er bis zur französischen Invasion inne. Während der französischen Besatzung des Kirchenstaates nahm er mit seinem Onkel Zuflucht in Neapel und in Benevent. Nach der ersten Wiederherstellung der päpstlichen Herrschaft hatte er verschiedene Ämter in der Verwaltung des Kirchenstaates inne, bis er sich während der zweiten französischen Besatzung ins Privatleben zurückzog. Nach der abermaligen Wiederherstellung des Kirchenstaates war er unter Pius VII. unter anderem Apostolischer Delegat, Kleriker der Apostolischen Kammer und Präfekt der Annona, bevor er am 15. Dezember 1828 zum maestro di camera Leos XII. avancierte. Pius VIII. bestätigte ihn in dieser Position. Zudem war Domenico De Simone seit dem 28. Dezember 1828 Apostolischer Protonotar.
Papst Pius VIII. kreierte ihn im Konsistorium vom 15. März 1830 zum Kardinaldiakon von Sant’Angelo in Pescheria und ordnete ihn der Kongregation für Ablässe und die heiligen Reliquien, der Kongregation für die Güterverwaltung, der Kongregation für die Ökonomie sowie der Kongregation für den Wiederaufbau von Sankt Paul vor den Mauern zu. Domenico De Simone wurde am 24. Juli 1830 zum Apostolischen Legaten von Ferrara ernannt. Am 18. Dezember 1830 empfing er die Diakonenweihe. Er nahm am Konklave 1830–1831 teil, das Gregor XVI. zum Papst wählte. Vom 24. Februar 1832 bis 1833 war er Kämmerer des Heiligen Kardinalskollegiums.
Domenico De Simone starb nach langer Krankheit und wurde in seiner Titeldiakonie Sant’Angelo in Pescheria beigesetzt.